# Jack Reilly (piłkarz)
Jack Reilly (ur. 28 sierpnia 1945) – australijski piłkarz szkockiego pochodzenia. Grał na pozycji bramkarza.

## Kariera klubowa
Urodzony w Szkocji Jack Reilly rozpoczął kariery w małym klubie Stonehaven. W 1963 został zawodnikiem Hibernianu Edynburg. Przez kolejne cztery lata w klubie z Edynburga był rezerwowym i rozegrał tylko dwa mecze w lidze. W 1968 wyjechał do USA występować w Washington Whips, który występował w lidze NASL. Po dwóch latach wyemigrował do Australii, gdzie został zawodnikiem Melbourne Juventus. Kolejnym jego klubem był St. George-Budapest, z którym zdobył mistrzostwo stanu Nowa Południowa Walia w 1972 roku. W tym samym roku przeszedł do Melbourne Hakoah, w którym występował do 1974 roku.
Lata 1974–1975 spędził w Fitzroy Alexander, z którym zdobył mistrzostwo stanu Victoria – Victorian State League (VPL) w 1975 roku. Ostatnie cztery lata kariery (1977–1980) spędził w South Melbourne Hellas. Największym sukcesem tego okresu Jacka Reilly było zajęcie trzeciego miejsca przez South Melbourne Hellas w National Soccer League, choć Reilly był już wówczas rezerwowym.

## Kariera reprezentacyjna
Jack Reilly zadebiutował w reprezentacji Australii 10 listopada 1970 w wygranym 1-0 meczu z Izraelem w Tel Awiwie. W 1974 Reilly uczestniczył w Mistrzostwach Świata 1974. Na turnieju w RFN Reilly wystąpił we wszystkich trzech meczach grupowych z: NRD 0-2, RFN 0-3 oraz zremisowała z Chile 0-0. Mecz Z Chile był ostatnim meczem miezypaństwowym Reilly w reprezentacji. W 1975 i 1977 zagrał jeszcze w reprezentacji w nieoficjalnych meczach z Rangers i Crveną Zvezdą Belgrad.
Ogółem Jack Reilly wystąpił w 14 meczach reprezentacji (35 licząc z nieoficjalnymi).